# Liang Kai
Pour les articles homonymes, voir Liang.
Liáng Kǎi (chinois : 梁楷) (fin du XIIe siècle-début XIIIe siècle) est un peintre chinois, également connu sous le surnom de Liang le fou. Il est né dans la province du Shandong et a travaillé à Lin An (aujourd'hui Hangzhou). Il aurait étudié avec le maître Jia Shigu.

## Biographie

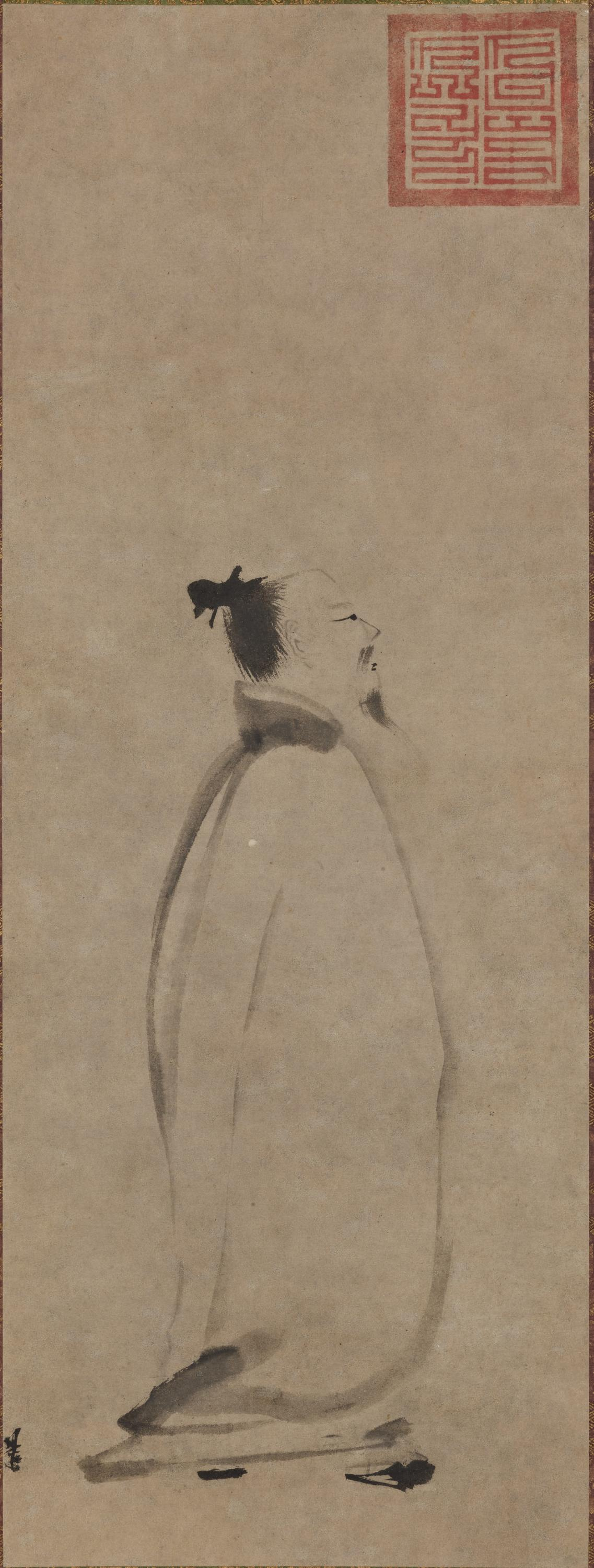
Lǐ Bái (Li Po) disant un poème, attribué à Liáng Kǎi, 81,1 × 30,5 cm. Tokyo, National Museum.

Il vécut, en tant que peintre, comme le peintre Mu Qi, entre la Cour et l'un des monastères bouddhiques, du bouddhisme chan, sur le pourtour du lac de l'Ouest, au cours des dernières années de la dynastie Song et des premières années de la dynastie Yuan. L'œuvre poétique et la peinture de Su Shi (Su Dongpo) comme celle de Mi Fu furent, pour lui comme pour nombre de peintres lettrés, des références essentielles . Lorsqu'il se fut retiré dans ce monastère il rechercha ouvertement l'inspiration créatrice dans l'alcool, suivant en cela une tradition bien établie chez les lettrés. Parmi les quelques œuvres qui lui sont attribuées aujourd'hui « certaines furent réalisées pour la cour impériale dans un style qui suggérait l'essence du bouddhisme libre d'entraves ; d'autres furent exécutées dans le style (...) « simple ligne », (...) dérivé de Li Gonglin ; d'autres dans le style abrégé, sommaire que les peintres bouddhiques doivent avoir revendiqué comme le leur » . Il semblerait que cette peinture chan tend à mettre en avant les valeurs spirituelles de l'image par des procédés formels. Ce qui la rapprocherait, en termes de démarche, de la peinture de paysage, chez les peintres lettrés, qui vise à l'expression des idées par des effets de style et par des choix formels en parfait accord avec leur démarche spirituelle.

## Peintures attribuées
Shâkyamuni sortant des montagnes a été peint pour la cour dans le style ancien de Wu Daozi (des Tang), mais détaché de tout académisme. Il a réussi à communiquer à la fois la fatigue dont sort le Bouddha, après une longue méditation, mais aussi son invincible force intérieure par le choix du cadrage, sous cette puissante ligne oblique. Selon l'inscription, cette peinture a été réalisée sous les yeux de l'empereur. Peu de temps après Liang Kai démissionnait de l'académie, un fait sans équivalent (et inexpliqué) dans l'histoire de l'académie. Les académiciens peignaient depuis longtemps les thèmes du bouddhisme chan et ils continuèrent ensuite.
Il appliqua sa « manière abrégée » à la peinture de personnages. Dans son portrait imaginaire de Li Bai (701-762), « Un dessin extrêmement simple, et trompeur par là-même — une douzaine de traits pour la tête et à peu près autant pour le reste —, rend admirablement le frémissement intérieur du poète. ». Cette manière témoigne de l'intérêt de Liang Kai pour la peinture de Su Shi, inspirée tant par le taoïsme que par le bouddhisme chan.
Un immortel, à l'encre éclaboussée (Pomo xianren) : un « Immortel », selon les codes de la tradition du taoïsme, est évoqué dans son style libre le plus poussé, jouant de la vitesse et de l'extrême économie de moyens. Liang Kai se conforme, ce faisant, à l'esthétique dite de la « retenue » (hanxu), qui exige des lettrés, peintres amateurs, qu'ils se détournent radicalement des procédés employés par les peintres professionnels. « Le peintre amateur use du seul trait calligraphique, de l'« encre éclaboussée » ; seule cette dernière technique est apte à transcrire le sens des choses. »

Peintures attribuées à Liang Kai
Dans un paysage enneigé, rouleau portatif, 110.3 × 49.7 cm. Tokyo, National Museum.
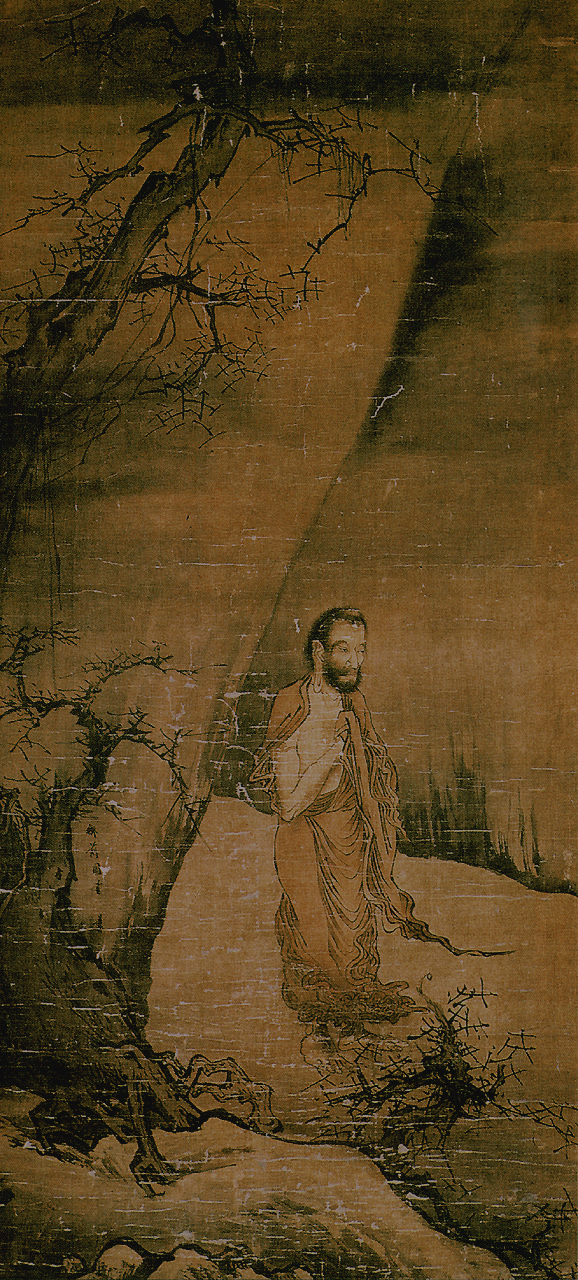
Shâkyamuni sortant des montagnes, rouleau vertical, encre et couleurs sur soie, 117.6 × 51.9 cm. Tokyo, National Museum.
Un immortel, à l'encre éclaboussée (Pomo xianren), encre sur papier, feuille d'album, 48,7 × 27,7cm. Taipei, National Palace Museum.

- Le sixième patriarche déchirant un sutra. Rouleau vertical, encre sur papier[9]. Collection de Mitsui Takanaru, Tokyo
- Le sixième patriarche coupant un bambou. Rouleau vertical, encre sur papier[10]. Musée National, Tokyo